# 163 Erigone
163 Erigone eller 1957 OT är en asteroid upptäckt 26 april 1876 av den franske astronomen Henri Joseph Anastase Perrotin i Toulouse. Asteroiden har fått sitt namn efter någon av de två som bär namnet Erigone i grekisk mytologi.
Den tillhör och har namngivit asteroidgruppen Erigone.